# Carlo Biotti
Carlo Biotti (Milano, 5 giugno 1901 – Alassio, 9 settembre 1977) è stato un magistrato e dirigente sportivo italiano, consigliere di amministrazione e General counsel del Milan.

## Biografia
Biotti é un giudice, inizia la sua carriera come PM, nella sua carriera giunse all'incarico di presidente della prima sezione penale del tribunale di Milano, considerata “il salotto del diritto d’Italia” e magistrato della Corte Suprema di Cassazione. Appassionato di sport, dal 1964 Biotti fu socio e Consigliere di amministrazione dell'Associazione Calcio Milan. Paolo Biotti, attivo nell’associazionismo è il nipote del magistrato Biotti.

### Il processo Pinelli-Calabresi
Fu chiamato nell'ottobre 1970 a presiedere il collegio giudicante nel processo per diffamazione a mezzo stampa intentato dal commissario di polizia Luigi Calabresi contro il direttore del giornale Lotta Continua Prof. Pio Baldelli che lo aveva accusato della morte di Giuseppe Pinelli. Calabresi aveva condotto l'indagine sulla Strage di piazza Fontana di Milano, Pinelli morì in circostanze misteriose durante un interrogatorio della polizia in seguito agli attentati terroristici che lo vedevano come sospettato. Successivamente verrà provato che Giuseppe Pinelli, ex partigiano, impiegato delle Ferrovie dello Stato attivo nei circoli anarchici di lavoratori e studenti che non si riconoscevano nei sindacati perché considerati troppo moderati, era del tutto estraneo alla Strage di piazza Fontana e ad atti terroristici. Calabresi fu poi tragicamente assassinato nel maggio 1972, da esponenti di Lotta Continua.
Gli interrogatori dei testimoni riguardo alla morte di Pinelli presentarono alcune discrepanze, a seguito dei quali il presidente Carlo Biotti ordinò la riesumazione della salma di Pinelli e la relativa autopsia. L'avvocato di Calabresi, Michele Lener, chiese la ricusazione e le investigazioni furono rimandante di due anni. L'avvocato della difesa di Calabresi, lo accusò di avergli anticipato, in un colloquio privato, la sua convinzione già determinata sulla sentenza e la rivelazione del Segreto d'ufficio sostenendo che aveva già comunicato ad altri la sua convinzione di giudizio. A comprovare l'accusa fu che nell'aula del Tribunale, al termine di una udienza preliminare, uno degli indagati, il giornalista Pio Baldelli, strinse la mano al Presidente Biotti, avvertendolo che sarebbe mancato all'udienza successiva. Biotti negò sempre fortemente ogni accusa, dichiarando che ha usato e userà sempre stringere la mano a un uomo che gliela porge.

### La sospensione e il provvedimento disciplinare
Il 27 maggio del 1971 venne accolta dalla Corte d'appello di Milano la ricusazione del giudice. Biotti fu sospeso dallo stipendio e dalla pensione. Il 17 giugno 1971 il Consiglio superiore della magistratura sospese la procedura di promozione a consigliere di Cassazione, accogliendo la richiesta formulata dal consigliere del CSM Adolfo Beria di Argentine. Nel famoso appello/lettera aperta sul caso Pinelli, pubblicato su L'Espresso in quei giorni e firmato da centinaia di intellettuali, Biotti subì anche la falsa accusa di "aver inquinato il processo con meschini calcoli di carrierismo senile".
Iniziò anche un processo penale a Firenze con l'accusa di omissione di atti d'ufficio, di rivelazione di segreto istruttorio e corruzione, che durò sette anni, a seguito del quale fu completamente assolto da ogni accusa in ogni grado di giudizio nel novembre del 1974. Un piccolo episodio è rivelatore del clima di quegli anni: Biotti andò al cinema a Milano e, riconosciuto dal pubblico, fu fragorosamente applaudito da tutti gli spettatori alzati in piedi. L'inchiesta conclusiva della magistratura sulla morte di Pinelli, fu poi condotta dal giovane sostituto procuratore Gerardo D'Ambrosio, che sostituì il Presidente Carlo Biotti a causa della avvenuta ricusazione e terminò l'inchiesta il 27 ottobre 1975 con una sentenza assolutoria per Calabresi.

### L'assoluzione
Biotti continuò per anni una lunga battaglia legale, vennero chiesti per lui un anno e mezzo di carcere, ma in giudizio cadde ogni accusa, fu assolto in ogni grado di giudizio con formula piena, e nel 1977 in via definitiva dalla Corte di cassazione. Morì per un infarto cardiaco poco dopo l'assoluzione.

## Nella cultura di massa

### Cinema e televisione
Nelle opere di finzione narrativa, ossia nei film, teatri e nelle fiction televisive, è stato più volte mostrato Carlo Biotti, come personaggio interpretato da attori.
- Il segreto di piazza Fontana, liberamente tratto dal libro omonimo di Paolo Cucchiarelli, edito dalla casa editrice Ponte alle Grazie.
- Romanzo di una strage (2012), diretto da Marco Tullio Giordana e prodotto da Rai Cinema, dove Bob Marchese interpreta Carlo Biotti[20].
- Processo Politico, regia di Francesco Leonetti con Arnaldo Pomodoro e la fotografia di Carla Cerati[21].